# Рябиновый (Сургутский район)
Рябиновый — упразднённый посёлок в Сургутском районе Ханты-Мансийского автономного округа России. Входил в состав Белоярской сельской администрации.

## Климат
Климат резко континентальный, зима суровая, с сильными ветрами и метелями, продолжающаяся семь месяцев. Лето относительно тёплое, но быстротечное.

## История
Возник в 1982 году при строительстве радиорелейной линии Тюмень — Сургут — Тазовский.
В 1999 году было принято решение о ликвидации посёлка в связи с непригодностью жилого фонда и переселении 95 семей, проживавших в нём, в другие населённые пункты. Тем не менее, по данным Ханты-Мансийского фонда ОМС в посёлке проживает как минимум 1 человек.

## Население
По данным переписи 2002 года в посёлке проживал 141 человек (73 мужчины и 68 женщин), из которых русские составляли 58 % населения.

## Транспорт
Посёлок стоит на автодороге регионального значения 71-100Н-2603